# Katsunuma Seizō

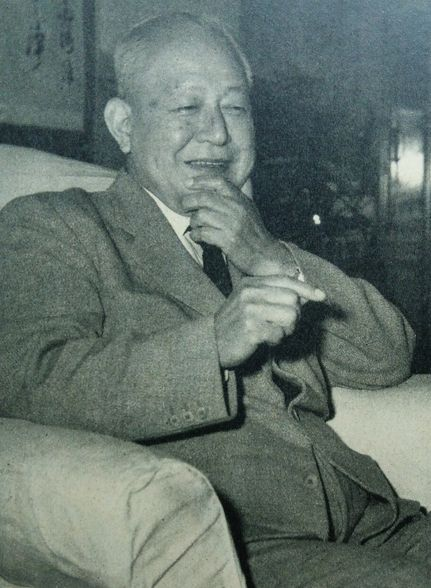
Katsunuma, 1955

Katsunuma Seizō (japanisch 勝沼 精蔵; geboren 28. August 1886 in der Präfektur Shizuoka; gestorben 9. November 1963 in Nagoya) war ein japanischer Mediziner.

## Leben und Wirken
Katsunuma Seizō machte 1911 seinen Abschluss an der Universität Tōkyō. Er beschäftigte sich mit der histologisch-chemischen Analyse von Oxidasen. 1919 beschrieb er die Redox-Enzyme in den Zellen und klärte ihre Beziehung zum Gewebe-Eisen auf. 1924 wurde seine Arbeit Intrazellulare Oxydation und Indophenolblausynthese auf Deutsch veröffentlicht. Für seine Forschungsarbeit erhielt er 1926 den Preis der  Akademie der Wissenschaften. Katsunuma führte außerdem Untersuchungen auf den Gebieten der Geriatrie und der Flugmedizin durch.
Ab 1947 war Katsunuma Mitglied der Akademie der Wissenschaften, 1949 wurde er Präsident der Universität Nagoya. 1954 wurde Katsunuma als Person mit besonderen kulturellen Verdiensten geehrt und im selben Jahr mit dem Kulturorden ausgezeichnet. 1955 wurde er für den Nobelpreis für Physiologie oder Medizin vorgeschlagen.
Bestattet wurde Katsunuma auf dem Friedhof Somei im Bezirk Toshima von Tōkyō.